# United States Professional Volleyball League
La United States Professional Volleyball League fu una lega professionistica statunitense di pallavolo femminile.

## Storia
Nel 2002 viene creata la United States Professional Volleyball (USPV). Vi prendono parte solo quattro franchigie e vi partecipano anche diverse pallavoliste della nazionale statunitense. Per l'anno successivo è prevista l'espansione da quattro ad otto franchigie e la città di Dallas viene stata scelta per ospitare la prima nuova franchigia; tuttavia, a causa di motivi economici, la stagione viene prima rinviata e poi cancellata definitivamente, segnando lo scioglimento della lega.

## Franchigie
- Chicago Thunder (2002)
- Grand Rapids Force (2002)
- Minnesota Chill (2002)
- Saint Louis Quest (2002)

## Albo d'oro
| Anno          | Podio           | Podio           | Podio             |
| Campione      | Seconda         | Terza           |                   |
| ------------- | --------------- | --------------- | ----------------- |
| 2002 Dettagli | Minnesota Chill | Chicago Thunder | Saint Louis Quest |

## Palmarès
| Squadre         | Titoli | Stagioni |
| --------------- | ------ | -------- |
| Minnesota Chill | 1      | 2002     |